# 夏和清
夏和清（?—?），河南省光山縣人，清朝末年政治人物，同進士出身。
光緒三十年（1904年），會試第217名；殿試登進士三甲116名，后授官工部主事。